# Переа Абонсе, Оскар
О́скар Андре́с Пере́а Або́нсе (исп. Óscar Andres Perea Abonce; род. 27 сентября 2005, Перейра) — колумбийский футболист, нападающий клуба «Страсбур».

## Клубная карьера
Переа — воспитанник клуба «Атлетико Насьональ». 15 мая 2022 года в матче против «Ла Экидад» он дебютировал в Кубка Мустанга. 15 мая 2023 года в поединке против «Альянса Петролера» Оскар забил свой первый гол за «Атлетико Насьональ». Летом 2024 года Переа перешёл во французский «Страсбур». Сумма трансфера составила 5,2 млн. евро. 30 ноября в матче против «Бреста» он дебютировал в Лиге 1.

## Международная карьера
В 2025 году в составе молодёжной сборной Колумбии Переа принял участие в молодёжном чемпионате Южной Америки в Венесуэле. На турнире он сыграл в матчах против команд Парагвая, Эквадора, Боливии, Чили, Уругвая, Бразилии и дважды Аргентины. В поединках против чилийцев и аргентинцев Оскар забил по голу. 